# Attakolita
L'attakolita és un mineral de la classe dels fosfats. Va ser descoberta l'any 1868 a la mina de ferro Västanå (Näsum, Suècia). Rep el seu nom del grec άττακος ("attakos"), "salmó", en al·lusió al seu color més comú.

## Característiques
L'attakolita és un fosfat amb fórmula química (Ca,Sr)Mn(Al,Fe)₄(HPO₄,PO₄)₃(SiO₄,PO₄)(OH)₄. Cristal·litza en el sistema monoclínic, tot i que habitualment es troba en hàbit massiu. La seva duresa a l'escala de Mohs és 5.
Segons la classificació de Nickel-Strunz, l'attakolita pertany a «08.BH: Fosfats, etc. amb anions addicionals, sense H₂O, amb cations de mida mitjana i gran, (OH, etc.):RO₄ = 1:1» juntament amb els següents minerals: thadeuita, durangita, isokita, lacroixita, maxwellita, panasqueiraita, tilasita, drugmanita, bjarebyita, cirrolita, kulanita, penikisita, perloffita, johntomaita, bertossaita, palermoita, carminita, sewardita, adelita, arsendescloizita, austinita, cobaltaustinita, conicalcita, duftita, gabrielsonita, nickelaustinita, tangeita, gottlobita, hermannroseita, čechita, descloizita, mottramita, pirobelonita, bayldonita, vesignieita, paganoita, jagowerita, carlgieseckeita-(Nd) i leningradita.

## Formació i jaciments
L'attakolita ha sigut trobada en dipòsits de ferro a la mina Västanå, a Näsum (Suècia), la seva localitat tipus, així com a les pegmatites de Buranga, al districte de Gatumba (Ruanda). S'ha trobat associada a altres minerals com: berlinita, latzulita, trol·leïta, svanbergita, apatita, pirofil·lita, hematites, calcita i quars.